# Hao Haidong
Hao Haidong (Qingdao, Xina, 25 d'agost de 1970), (en xinès: 郝海東) és un exfutbolista xinès, que jugava com a davanter, i és recordat com el millor davanter de la història de la Xina. És el màxim realitzador de la selecció de futbol de la Xina, amb 37 punts.

## Clubs
| Club                | País       | Any         | Partits | Gols |
| Bayi FC             | Xina       | 1986 - 1999 | 48      | 19   |
| Dalian Shide        | Xina       | 1997 - 2005 | 130     | 78   |
| Sheffield United FC | Anglaterra | 2005 - 2007 | 0       | 0    |

## Palmarès
Dalian Shide
- Superlliga de la Xina: 1996-97, 1997-98, 1999-00, 2000-01, 2001-02
- Xinesa FA Cup: 2001
- Supercopa de la Xina: 1997, 2001, 2003